# 매리너 계곡

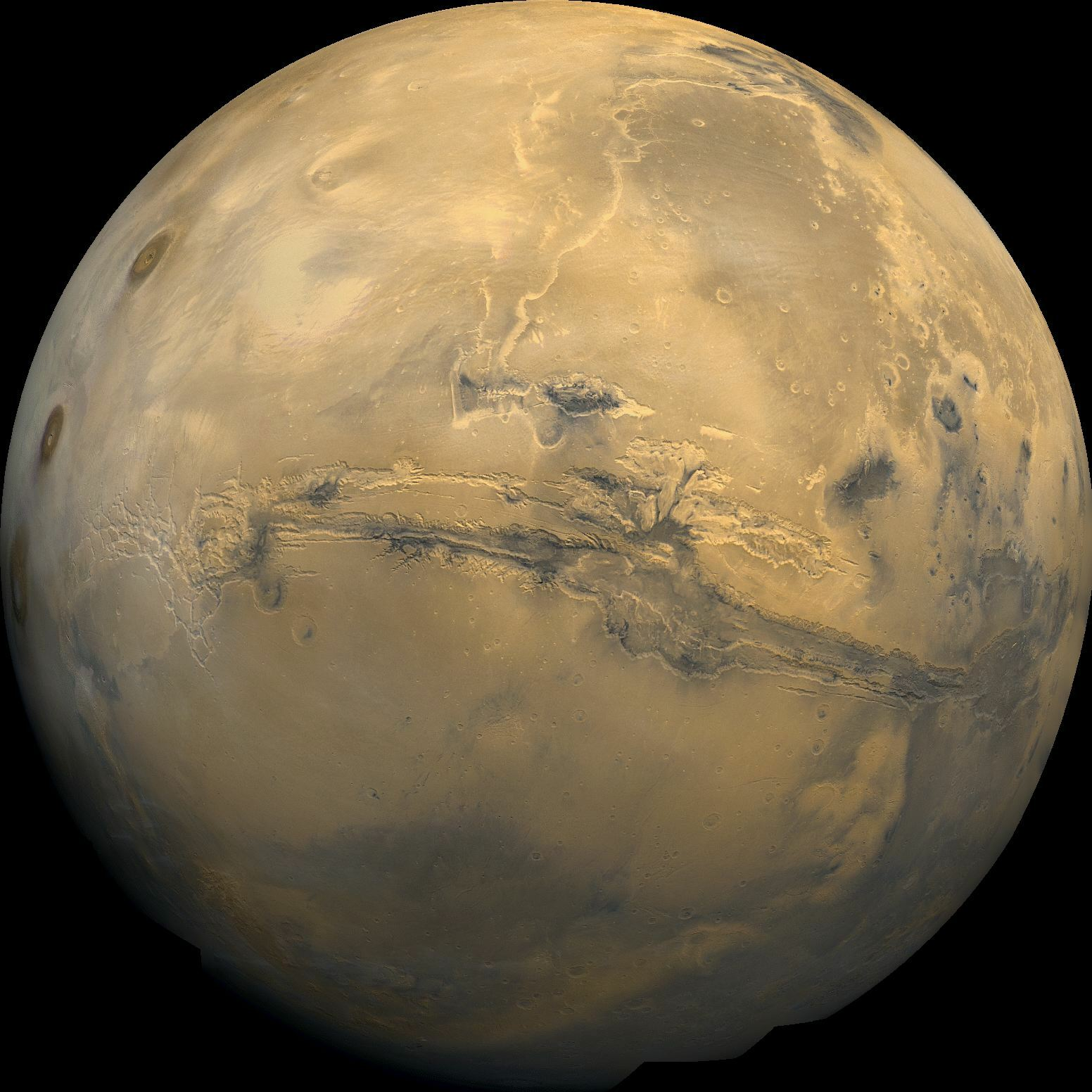
매리너 계곡은 화성 표면에서 4,000 km 이상 뻗어 있다. 바이킹 1호의 모자이크 영상에서 보는 바와 같이 대부분이 적도 바로 아래서 동서 방향으로 뻗어있다. 좌측에는 타르시스 산맥의 세 산이 있으며, 계곡꼭대기에서는 고대 유로가 에쿠스 절벽에서 카세이 계곡까지 북쪽으로 뻗어있다. 비슷한 유로가 매리너 계곡의 동쪽 끝에서 화성 북반구 저지대로 뻗어있다.</br></br>위치 13.9°S 59.2°W </br>길이 4,000 km 이상</br> 명칭 기원 매리너 9호

매리너 계곡(또는 마리너 계곡)(영어: Mariner Valley, 라틴어: Valles Marineris 발레스 마리네리스[*])는 화성 표면 타르시스 지대의 동부를 따라 뻗어있는 계곡계다. 길이 4,000 km 이상, 폭 200 km에 깊이는 최대 7 km에 이른다. 이 계곡지대의 명칭은 처음 계곡을 발견했던 화성 궤도 탐사선 매리너 9호의 명칭을 본따 붙여졌다. 매리너 계곡은 태양계에서 가장 큰 계곡으로 손꼽히는데, 이것보다 더 긴 것은 지구의 열곡대와 금성의 발티스 계곡밖에 없다.
매리너 계곡은 타르시스 융기부 동편에서 화성의 적도를 따라 놓여 있으며, 그 길이는 화성의 둘레의 대략 4분의 1에 이른다. 서쪽으로는 녹티스 미로 계곡에서 시작하여 동편으로 티소니움 절벽지대와 이우스 절벽지대를 거치고, 그 다음 멜라스 절벽지대, 칸도르 절벽와 오피르 절벽, 코프라테스 절벽, 그 너머로 간게스, 카프리, 에오스 절벽지대를 거쳐 최종적으로 혼잡한 지대가 펼쳐진 유로 outflow channel 지역을 따라가 크뤼세 저평원의 분지에서 끝을 맺는다.
최근에 매리너 계곡이 화성의 지각을 이루는 거대한 판의 "균열"이라는 주장이 제기되었다. 대부분의 연구진은 이 계곡을 지각이 타르시스 지대 방향으로 부풀면서 만들어진 후 침식에 의해 폭이 넓어진 것으로 보고 있다. 이 균열의 동부 측면 근처에는 물이나 이산화탄소가 만든 것으로 보이는 유로들이 보인다. 매리너 계곡이 파보니스 산의 측면으로 흘렀던 용암 침식으로 만들어진 거대한 유로라는 설이 제기되기도 하였다.

## 형성

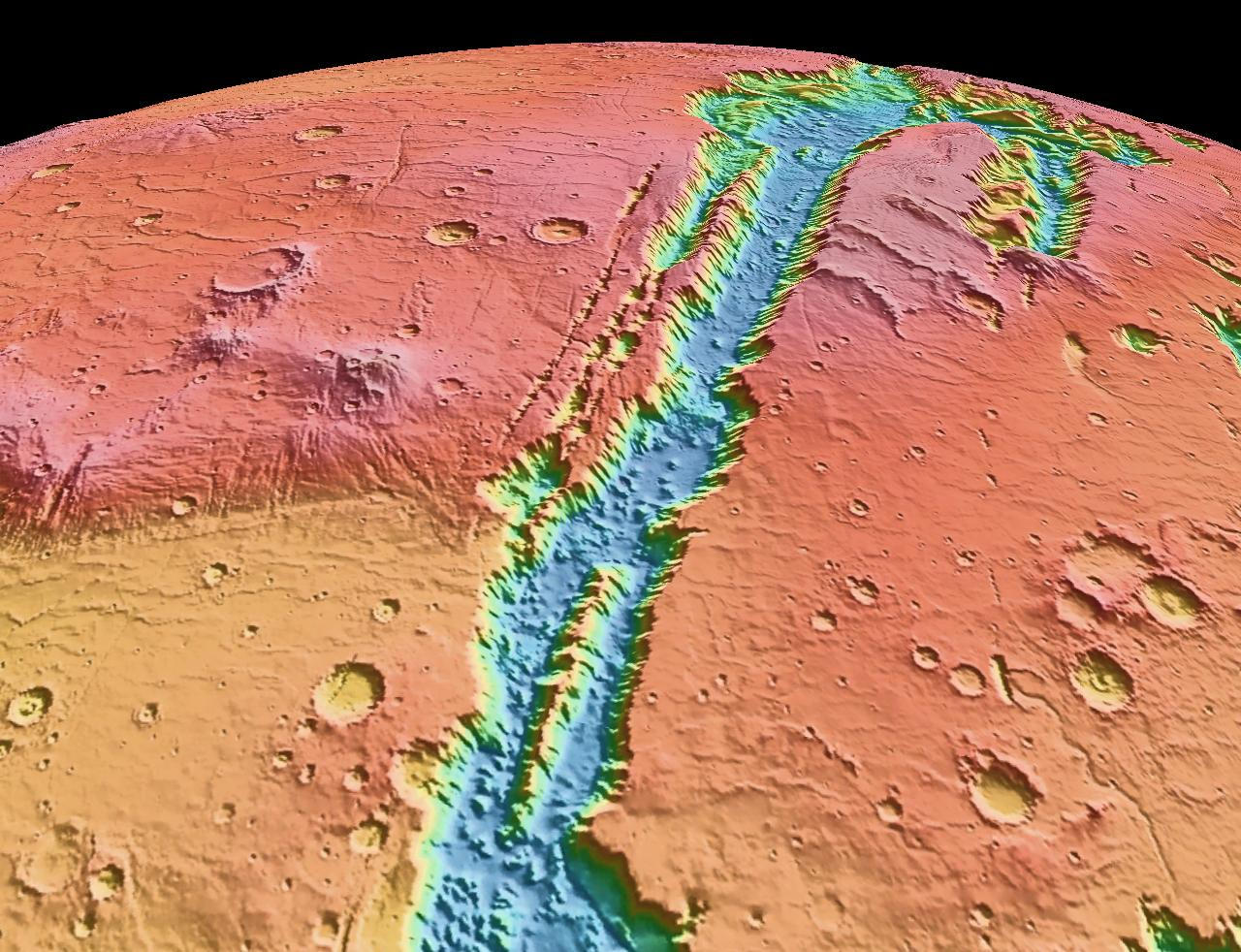
MOLA의 고도 측정 자료를 통해 작성된 매리너 계곡의 지형도. 상단의 코프라테스 절벽과 멜라스 절벽, 우측 상단의 칸도르 절벽, 하단의 카프리 절벽의 일부분이 보인다.

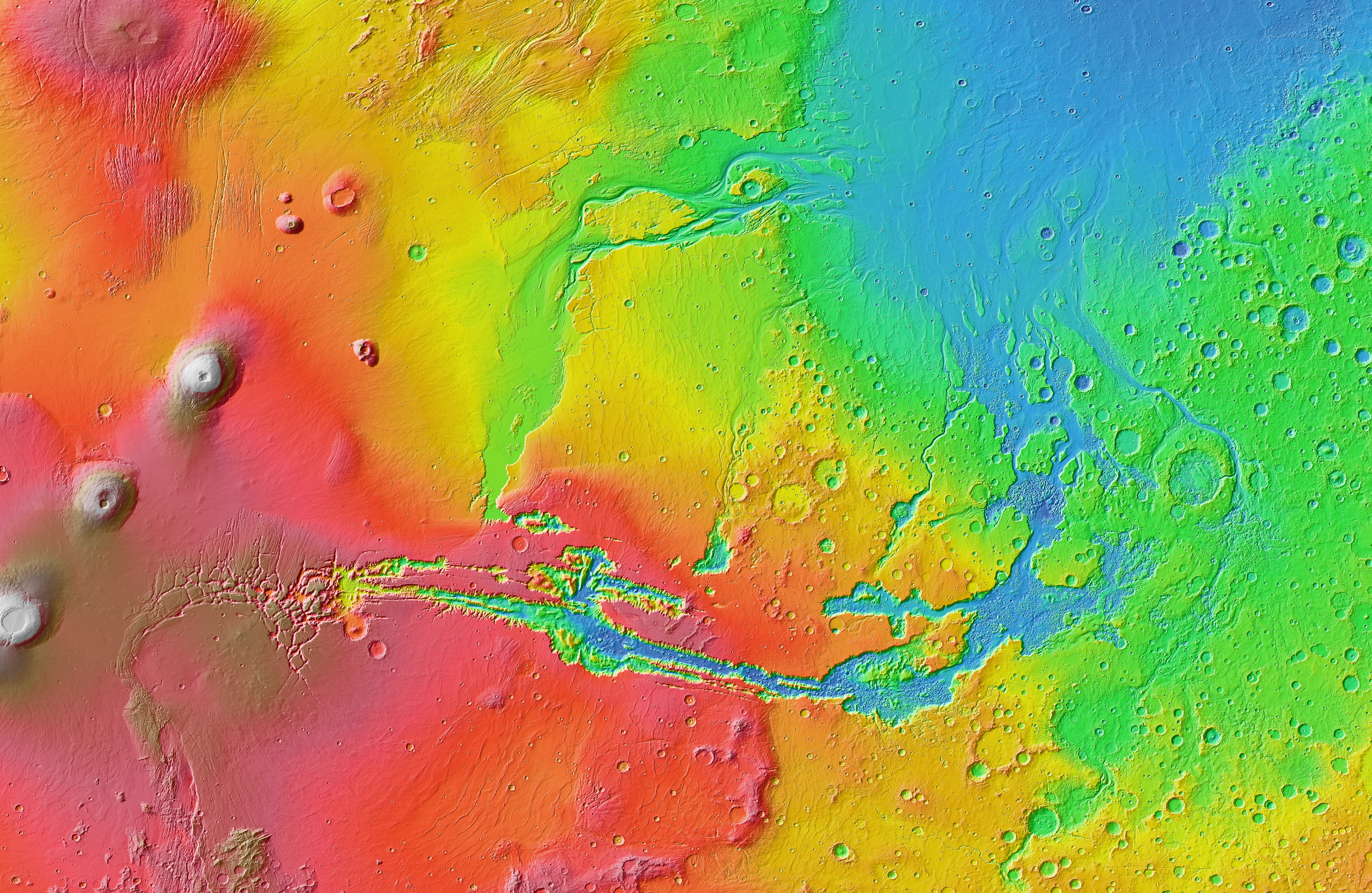
MOLA의 고도 측정 자료에 기반한, 매리너 계곡 및 계곡에 연결된 유로들과 그 주변에 관한 지형도.

해마다 매리너 계곡의 형성에 관해 각기 다른 이론들이 등장하고 있다. 1970년대에는 물에 의한 침식이나, 빙하 지대에서 영구동토층이 녹는 열카르스트 활동에 의한 침식 때문일 것으로 생각했다. 계곡의 형성에는 열카르스트 활동이 기여한 것으로 보이는데, 물의 침식 기작은 액체 상태의 물이 현재 화성 표면의 조건에서 존재할 수 없기 때문에 문제가 있었다. 화성 표면은 평균적으로 지구 대기압의 약 1%의 압력만 받고 있으며 온도 범위는 148 K (-125 ℃)에서 310 K (37 ℃)이다. 많은 과학자들이 과거 화성의 대지에서 액체 상태의 물이 흘렀을 것이라는 점은 동의한다. 매리너 계곡은 그 시기에 흘렀던 물에 의해 확장되었을 것으로 보인다. 다른 가설으로는 1972년 매컬리의 가설이 있는데, 계곡이 표면 아래의 마그마가 다시 아래로 스며들면서 만들어졌다는 것이다. 1989년 무렵 다나카와 골롬벡은 인장에 의한 균열 tensional fracturing로 설명하는 형성 이론을 주장했다. 오늘날까지 거의 대부분의 사람들이 동의하는 이론은 매리너 계곡이 동아프리카 지구대처럼 갈라진 균열로서, 나중에 지구대 절벽의 침식과 붕괴로 더 커졌다는 것이다. 매리너 계곡이 흐르는 용암 때문에 형성되었다는 설이 제기되기도 하였다.
매리너 계곡의 형성은 타르시스 융기부의 형성과 밀접하게 연관되어 있을 것으로 추정된다. 타르시스 융기부는 화성의 노애키언기에서 히스퍼리언기 후기에 이를 무렵까지 세 단계를 거치며 형성되었다. 처음 단계는 화산활동과 지각 평형에 의한 융기의 조합으로 구성되어 있었지만, 곧 지각이 화산활동으로 타르시스에 가중된 무게를 지지할 수 없을 정도로 부하를 받으면서 넓은 지구가 높은 타르시스 지대에서 형성된다. 두번째 단계에서는 화산활동이 더욱 활발했고, 지각 평형에 의한 평준화는 약세였다. 화산활동의 발원지가 타르시스의 아래에서 벗어나면서 하중을 매우 크게 만들었다. 결국, 지각이 타르시스를 지지하지 못하고 무너지면서 방사형 균열 radial fractures이 생성된다. 이미 파단점에  이른 지각은 그 자리에 머물며 어린 화산들만 형성했다. 타르시스 화산활동에는 동원된 마그마는 점성이 매우 낮기 때문에 하와이 제도에서 볼 수 있는 화산과 비슷한 순상화산들이 형성되었다. 그러나 화성은 현재 활동적인 판구조가 없거나 약소한 것으로 보아 하와이 제도와 달리 열점 활동은 동일한 열점에서 매우 오랜 시간 동안 화산 분출을 반복하는 식으로 진행되었을 것이다. 때문에 가장 큰 올림푸스 산을 비롯하여 태양계에서 가장 큰 화산들이 생성된 것이다.
사태가 매리너 계곡의 바닥에 수많은 광상을 남겼으며 계곡을 넓히는데 기여했다. 사태를 일으켰을 가능성이 높은 원인으로는 판구조 활동이나 충돌 사건으로 유발된 지진이 있다. 두 사건 모두 지진파를 일으켜 땅과 그 아래를 가속시킨다. 그렇지만 화성은 판구조적으로 지구에 비해 활동이 훨씬 약하다. 따라서 화성의 지진은 필요한 규모의 지진파를 일으킬 가능성이 낮다. 화성에서 규모가 큰 크레이터 대부분은 지금으로부터 41억 년에서 38억 년 전(노애키언기), 즉 후기 대충돌기에 형성되었으며, 매리너 계곡의 사태 광상 landslide deposits보다 더 오래되었다. 그렇지만 근처에서 세 크레이터 (오데만스 크레이터 포함)가 발견되기도 하였는데, 가깝기도 하고 생성 연대도 더 늦기 때문에 이 크레이터들의 형성으로 사태 일부가 유발되기도 하였을 것이다.

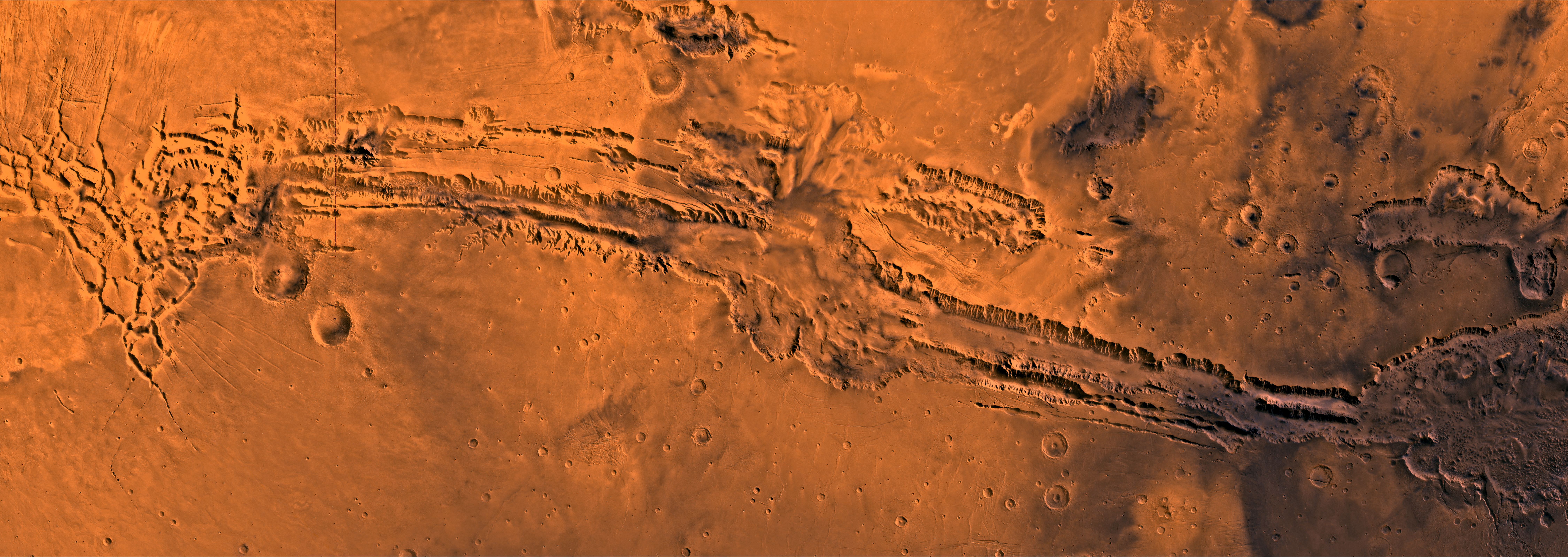
바이킹 궤도선이 촬영한 매리너 계곡의 모자이크 사진. 좌측에 녹티스 미로계곡이, 중앙에 멜라스 절벽이, 상단 중앙 바로 왼쪽에 헤베스 절벽이 보인다. 그 아래 우측에는 에오스 절벽이 있고, 중앙 바로 우측 상단에 간게스 절벽이 있다.

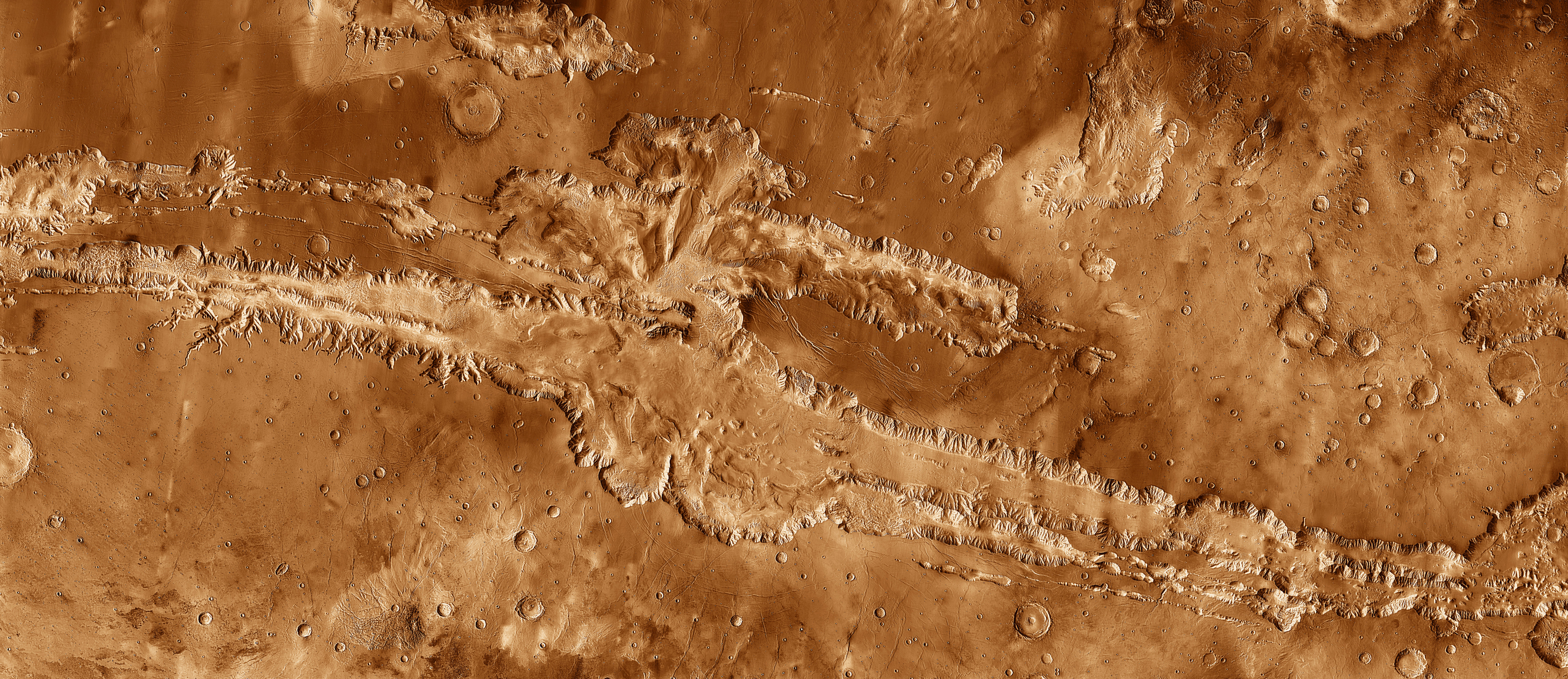
2001 마스 오디세이의 THEMIS로 촬영한 매리너 계곡의 적외선 모자이크 사진.

## 매리너 계곡에 포함된 지역

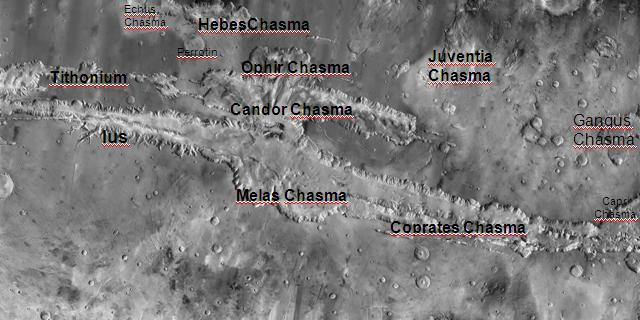
주요 지형에 이름이 붙은 매리너 계곡 사진.

### 녹티스 미로계곡

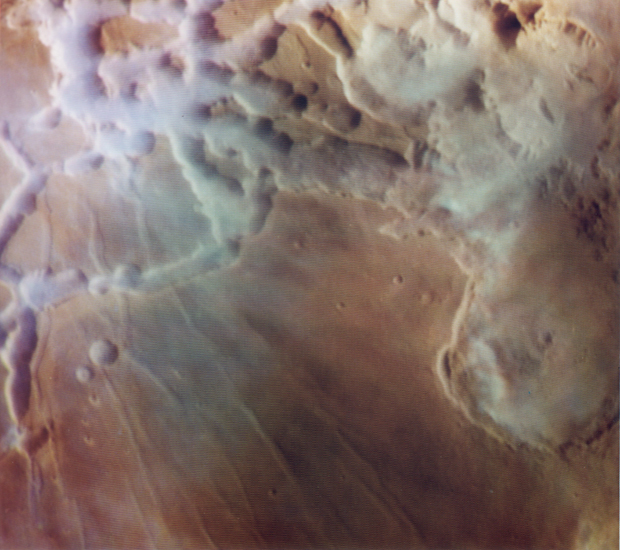
녹티스 미로계곡을 덮는 아침의 물 얼음 안개 (바이킹 1호 궤도선이 촬영)

녹티스 미로계곡은 지리적으로 매리너 계곡 지구계의 서쪽 끝, 시리아 고평원 북부, 파보니스 산의 동부에 있다. 이 계곡은 큰 지괴들이 깨진 형태로 구성되어 있는 복잡한 지형이다. 오래된 지괴들 주변에 각기 다른 방향으로 뻗어 있는 작은 계곡들 여럿이 포함되어 있기도 하다. 지괴의 상부 대부분은 어리고 깨진 물질로 구성되어 있는데, 타르시스 융기부와 상관 있는 화산 활동에서 기원한 것으로 추정된다. 다른 꼭대기들 오래되고 깨진 물질들로 이루어져 있어 역시 동일한 기원을 가지는 것으로 추정되지만, 좀 더 울퉁불퉁하고 충돌구가 더 많아 어린 물질들과 차별된다. 지괴의 측면은 갈라지지 않는 물질들로 이루어져 있는데, 기반암으로 추정된다. 지괴들 사이의 공간은 주로 거칠거나 매끄러운 바닥재로 구성되어 있다. 거친 바닥재는 녹티스 미로계곡의 동쪽 부분에 분포하는 경향이 있고 절벽의 파편이거나 아마도 풍적층이 거친 지형과 사태를 덮어버린 것으로 추정된다. 매끄러운 바닥재는 퇴적물이나 현무암질 또는 거칠고 무질서한 지형을 덮고 있는 풍적물로 조성되어 있는 것으로 여겨진다. 녹티스 미로계곡과 같은 지형은 패스파인더 임무에서 소저너 로버가 탐사했던 것처럼 유로의 발원지 부분에서 흔하게 찾아볼 수 있다. 이런 지형은 지괴의 하강 단층 작용이 일어나는 장소로 보인다. 격변적인 홍수가 연달아 일어나는 과정에서 지하의 유체가 없어진 것과 상관있을 것이다. 이 유체는 이산화탄소 얼음과 기체, 물 또는 용암일 수도 있다. 용암을 수반하는 가설은 녹티스 미로계곡이 파보니스 산의 경사면에 있는 용암동굴과 직결되어 있다는 설과 관련되어 있다.

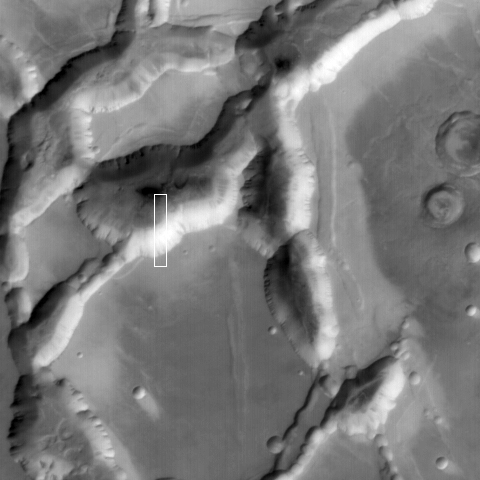
마스 글로벌 서베이어가 촬영한 녹티스 미로계곡의 일부분.
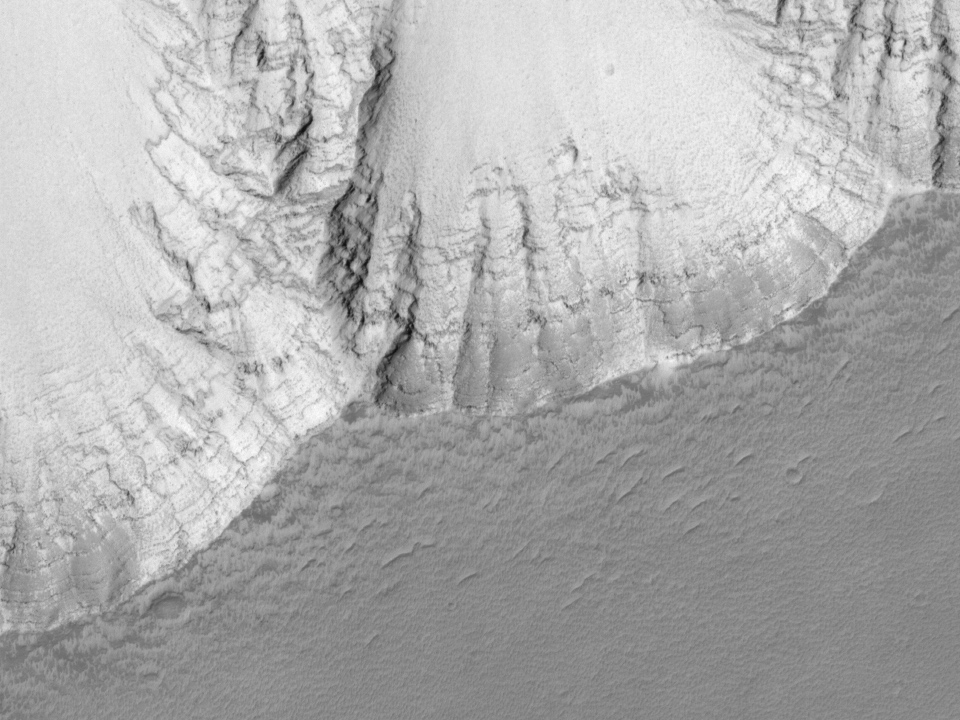
MOC Public Targeting Program 하에 마스 글로벌 서베이어가 촬영한 녹티스 미로계곡의 벽 층상 구조.
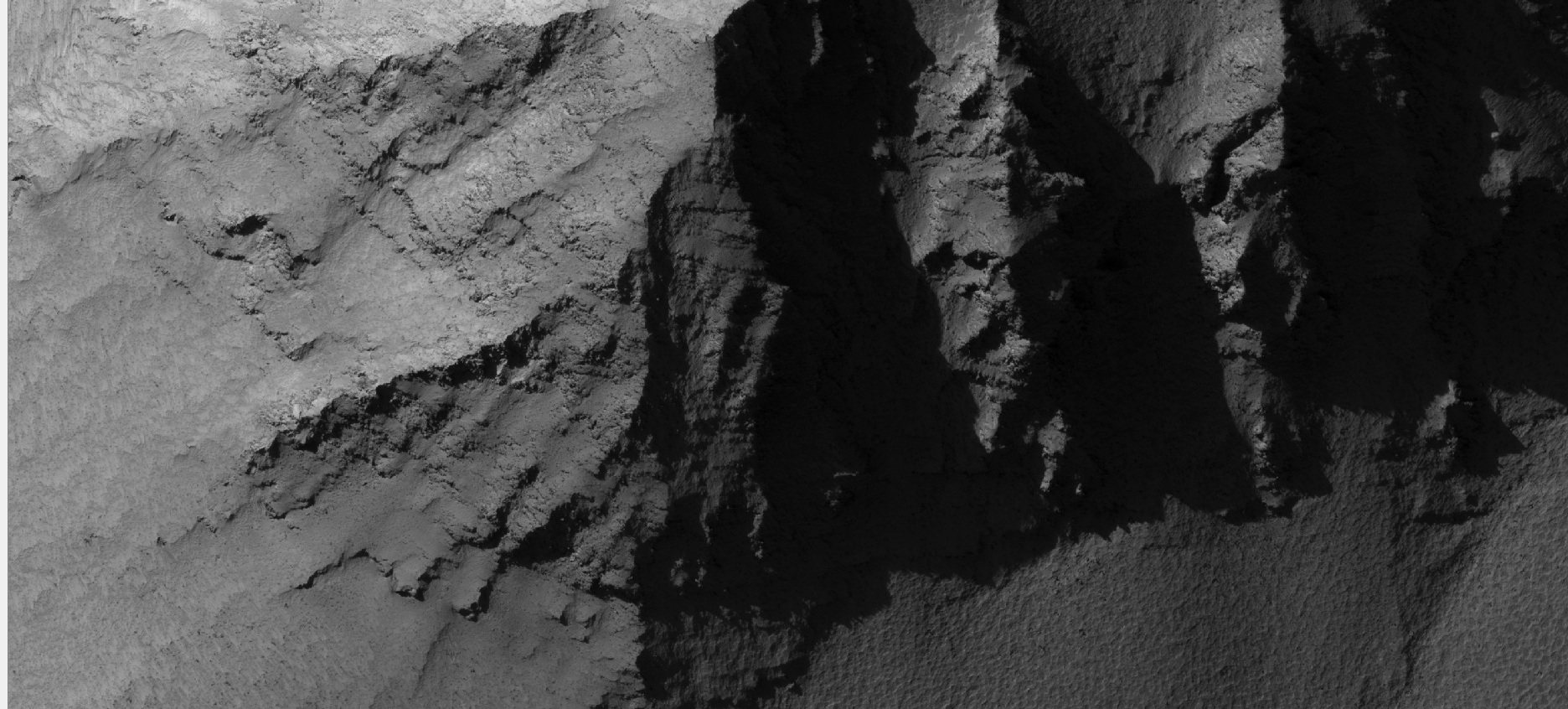
HiWish program 하에 HiRISE로 바라본 녹티스 미로계곡의 정상 인근의 층상 구역.
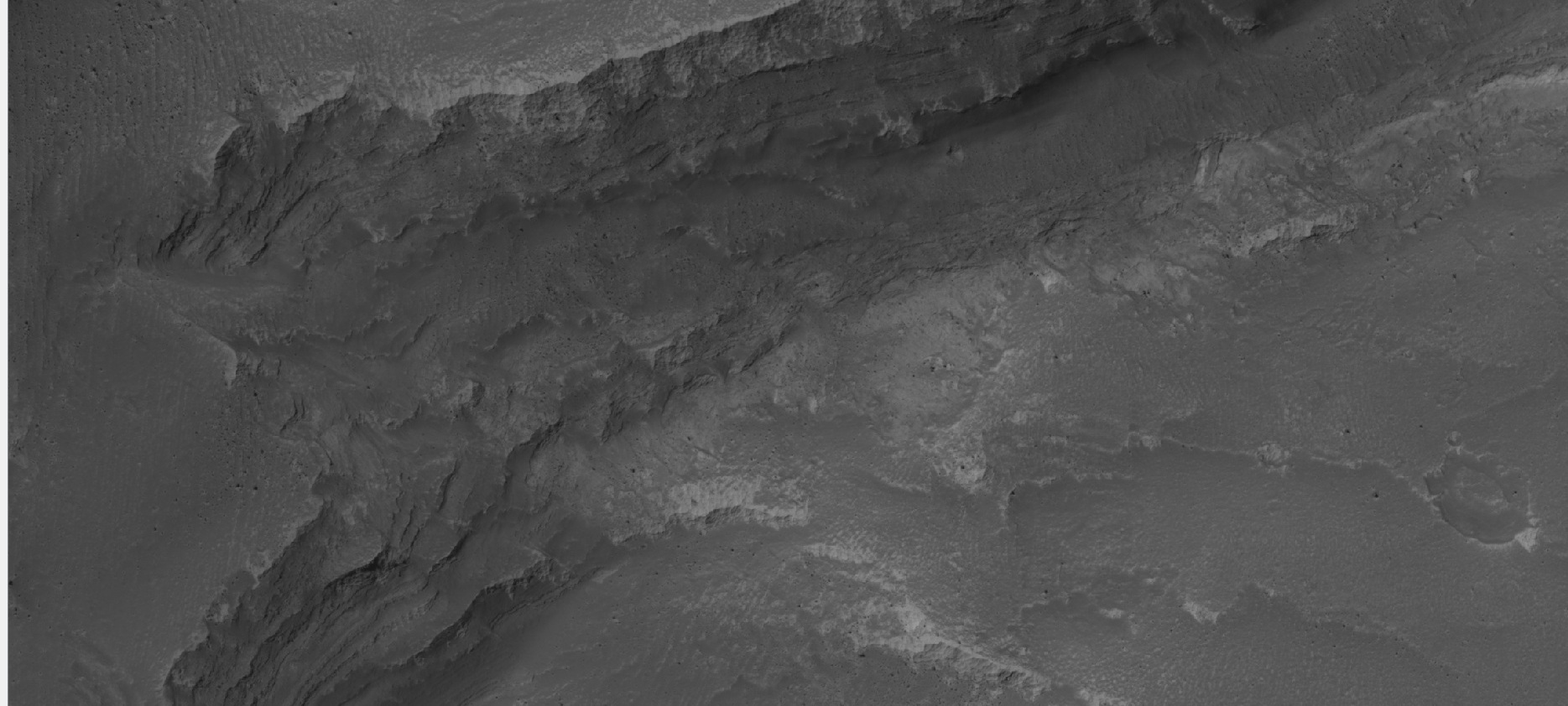
HiWish program 하에 HiRISE로 바라본 녹티스 미로계곡의 바닥 인근 층상군.
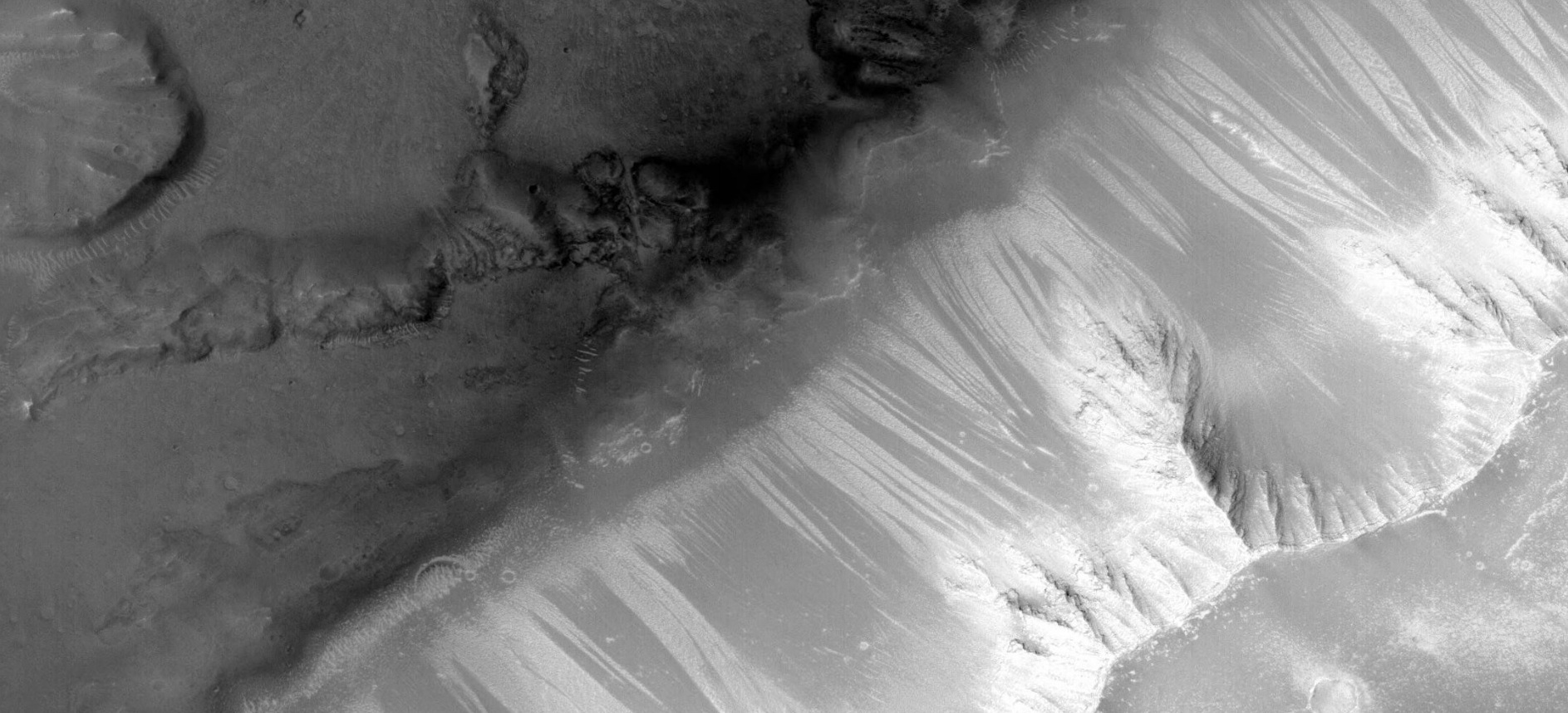
녹티스 미로계곡에서 층상을 갖춘 절벽을 넓게 바라본 모습.
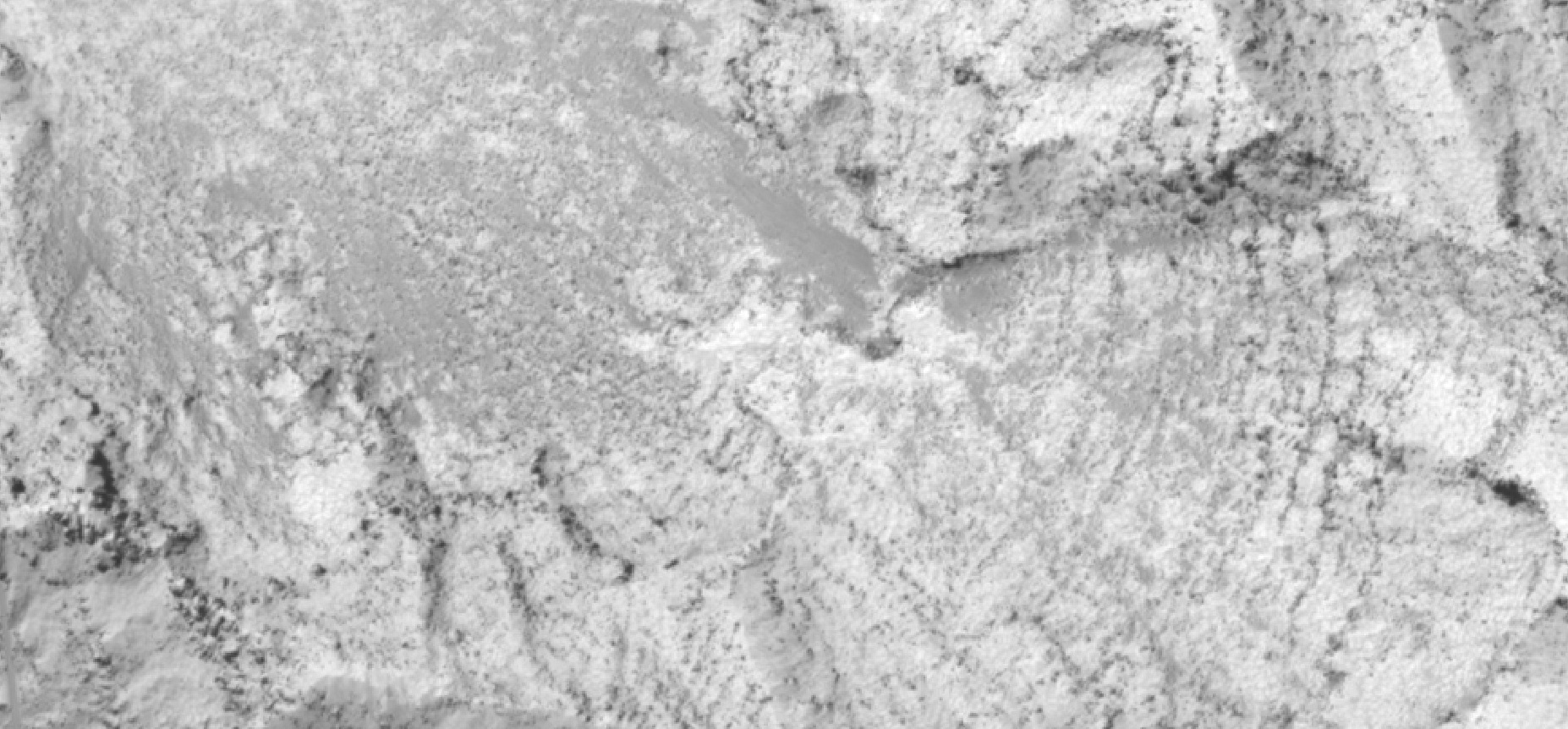
위 사진을 확대해서 본 모습.
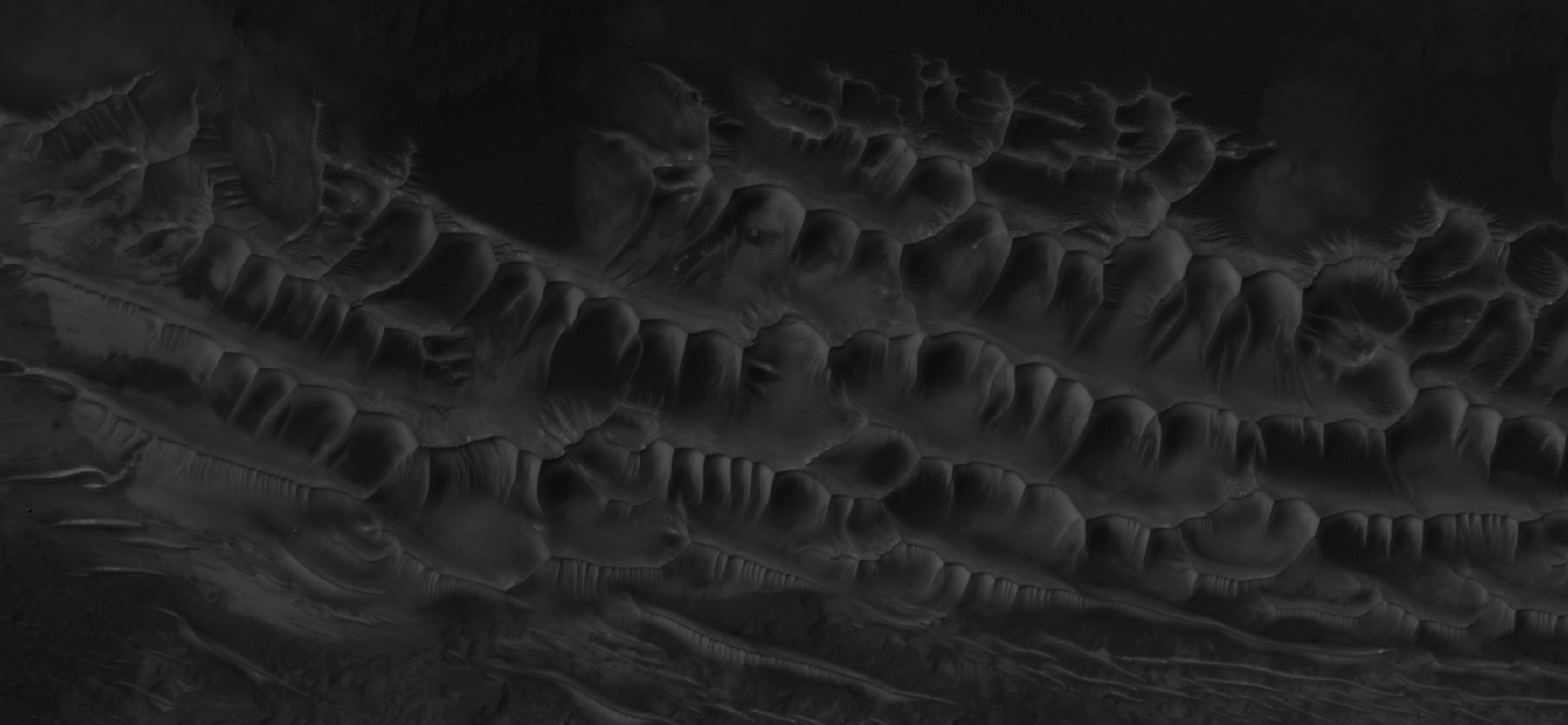
위 사진에서 복잡하고 어두운 사구들을 확대해서 본 모습.
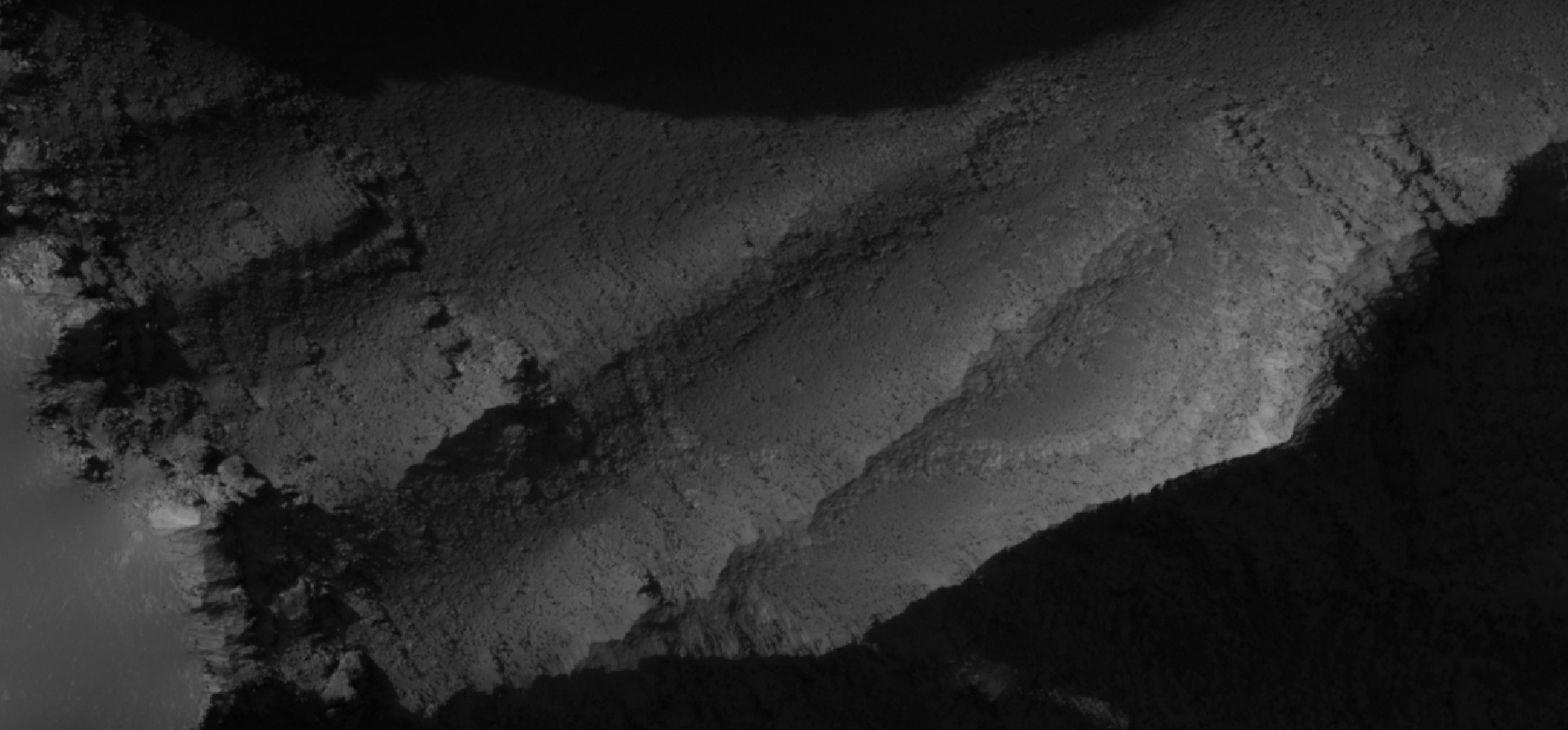
HiWish program 하에 HiRISE로 바라본 녹티스 미로계곡의 벽 층상 일부를 확대해서 본 모습.

## 참고 문헌
1. ↑  한국천문학회 편 『천문학용어집』 301쪽 좌단 4째줄
2. ↑  “Valles Marineris”. 《Gazetteer of Planetary Nomenclature》. USGS Astrogeology Science Center. 2015년 2월 28일에 확인함. |work=에 외부 링크가 있음 (도움말)
3. ↑  “Vallis Marineris”. 《Goddard Space Flight Center》. NASA. 2002. 2007년 7월 11일에 원본 문서에서 보존된 문서. 2018년 1월 22일에 확인함.
4. ↑  “Valles Marineris”. 《Welcome to the Planets》. NASA. 2005. 2018년 1월 22일에 확인함.
5. ↑  Wolpert, Stuart (2012년 8월 9일). “UCLA scientist discovers plate tectonics on Mars”. UCLA. 2012년 8월 12일에 원본 문서에서 보존된 문서. 2012년 8월 13일에 확인함.
6. ↑  Lin, An (2012년 6월 4일). “Structural analysis of the Valles Marineris fault zone: Possible evidence for large-scale strike-slip faulting on Mars”. 《Lithosphere》 4 (4): 286–330. Bibcode:2012Lsphe...4..286Y. doi:10.1130/L192.1. 2012년 10월 2일에 확인함.
7. 1 2  Leone, Giovanni (2014년 5월 1일). “A network of lava tubes as the origin of Labyrinthus Noctis and Valles Marineris on Mars”. 《Journal of Volcanology and Geothermal Research》 277: 1–8. Bibcode:2014JVGR..277....1L. doi:10.1016/j.jvolgeores.2014.01.011.
8. ↑  Cabrol, N. and E. Grin (eds.).  2010.  Lakes on Mars.  Elsevier. NY
9. ↑  Cattermole,  Peter; Mars: The Mystery Unfolds; Terra Publishing; 2001. p. 103-104
10. 1 2  Akers, C.; Schedl, A. D.; Mundy, L. (2012). 〈What Caused the Landslides in Valles Marineris, Mars?〉 (PDF). 《43rd Lunar and Planetary Science Conference》. 1932쪽. 2013년 2월 11일에 확인함.
11. ↑  Witbeck, Tanaka and Scott, Geologic Map of the Valles Marineris Region, Mars; USGS I-2010; 1991.
12. ↑  Rodriguez, J. Alexis P.; Kargel, Jeffrey S.; Baker, Victor R.; Gulick, Virginia C.;  외. (2015년 9월 8일). “Martian outflow channels: How did their source aquifers form, and why did they drain so rapidly?”. 《Scientific Reports》 5: 13404. Bibcode:2015NatSR...513404R. doi:10.1038/srep13404. PMC 4562069. PMID 26346067. 2015년 9월 12일에 확인함.